# Jeanne Provost
Pour les articles homonymes, voir Provost.
Jeanne Provost est une comédienne française, née le 28 novembre 1887 dans le 8e arrondissement de Paris et morte le 24 novembre 1980 à Meaux (Seine-et-Marne).

## Biographie

### Origines et formation
Jeanne Provost naît le 28 novembre 1887 à Paris 8e sous le nom d'état civil de Jeanne Edmonde Guéneau.
Elle étudie au Conservatoire national supérieur d'art dramatique de Paris dans la classe de Louis Leloir, et obtient un premier prix de comédie au concours de sortie.

### Carrière
Jeanne Provost débute à la Comédie-Française en 1907 où elle resta jusqu'en 1912.
Marcel Pagnol cite d'elle la réflexion suivante : Max Maurey, directeur du théâtre des Variétés ayant voulu lui confier le rôle de Suzy dans Topaze lui fit part de son inquiétude : « La seule petite ombre au tableau, c'est que vous êtes trop distinguée… Cela ne s'acquiert, ni ne se perd. - Cela se perd facilement, dit-elle. Il n'y a qu'à l'exagérer. »

### Mort
Jeanne Provost meurt le 24 novembre 1980 à Meaux.

## Théâtre
- 1907 : L'amour veille de Robert de Flers et Gaston Arman de Caillavet, Comédie-Française : Lucienne de Morfontaine
- 1908 : Les Deux Hommes d'Alfred Capus, Comédie-Française : Rita
- 1908 : Le Bon Roi Dagobert d'André Rivoire, Comédie-Française : une novice
- 1908 : Amoureuse de Georges de Porto-Riche, Comédie-Française : Mme Henriet
- 1909 : La Furie de Jules Bois, Comédie-Française : Mnais
- 1909 : La Rencontre de Pierre Berton, Comédie-Française : Renée Serval
- 1909 : Modestie de Paul Hervieu, Comédie-Française : Henriette
- 1909 : Athalie de Jean Racine, mise en scène Mounet-Sully, Comédie-Française : Salomith
- 1910 : Les Marionnettes de Pierre Wolff, Comédie-Française : Mme de Lancey
- 1910 : La Comtesse d'Escarbagnas de Molière, Comédie-Française : Julie
- 1911 : Le Mariage de Figaro de Beaumarchais, Comédie-Française : Chérubin
- 1912 : La Femme seule d'Eugène Brieux, théâtre du Gymnase : Thérèse
- 1913 : Le Ruisseau de Pierre Wolff, théâtre de la Porte-Saint-Martin : Madeleine Granval
- 1913 : Les Femmes savantes de Molière, mise en scène Léon Poirier et Henri Beaulieu, Comédie des Champs-Élysées
- 1914 : Madame d'Abel Hermant et Alfred Savoir, théâtre de la Porte-Saint-Martin
- 1920 : Les Ailes brisées, de Pierre Wolff, théâtre du Vaudeville : Mme Remon
- 1922 : L' Âme en folie de François de Curel, théâtre du Gymnase : Rosa Romance
- 1922 : Ce que l'on dit aux femmes de Tristan Bernard, théâtre des Capucines
- 1925 : Seigneur Polichinelle de Miguel Zamacoïs, théâtre de la Porte-Saint-Martin : Lorenza
- 1927 : Jean de La Fontaine de Sacha Guitry, théâtre Édouard-VII : Mme de La Fontaine
- 1928 : Topaze de Marcel Pagnol, théâtre des Variétés : Suzy Courtois
- 1932 : Le Mariage forcé de Molière, théâtre Antoine : Dorimène
- 1933 : Les Femmes savantes de Molière, théâtre Antoine : Armande
- 1933 : Le Malade imaginaire de Molière, théâtre Antoine : Béline
- 1934 : Les Temps difficiles d'Édouard Bourdet, théâtre de la Michodière : Suzy
- 1935 : Le Tartuffe ou l'Imposteur de Molière, mise en scène René Rocher, théâtre du Vieux-Colombier : Elmire
- 1935 : Le Malade imaginaire de Molière, théâtre du Vieux-Colombier
- 1937 : Famille de Denys Amiel et Monique Amiel-Pétry, mise en scène Marcel André, théâtre Saint-Georges
- 1943 : L'Habit vert de Robert de Flers et Gaston Arman de Caillavet, mise en scène Maurice Jacquelin, La Comédie de Genève : la duchesse de Manlévrier
- 1943 : Louise de Lavallière de Jean-Jacques Bernard, mise en scène Maurice Jacquelin, La Comédie de Genève : Mme de Sévigné
- 1946 : Le Burlador de Suzanne Lilar, mise en scène Louis Ducreux, théâtre Saint-Georges
- 1947 : Trois Garçons, une fille de Roger Ferdinand, mise en scène Paule Rolle, théâtre du Gymnase : la mère
- 1952 : Quarante et quatre de Jean Davray, mise en scène Raymond Rouleau, théâtre Michel
- 1953 : Sud de Julien Green, mise en scène Jean Mercure, théâtre de l'Athénée : Mrs Strong
- 1954 : La Volupté de l'honneur de Luigi Pirandello, mise en scène Jean Mercure, théâtre Saint-Georges : Mme Madeleine
- 1955 : Sud de Julien Green, mise en scène Jean Mercure, théâtre des Célestins
- 1955 : La Volupté de l'honneur de Luigi Pirandello, mise en scène Jean Mercure, théâtre Montparnasse
- 1961 : Rhinocéros d'Eugène Ionesco, mise en scène Jean-Louis Barrault, théâtre des Célestins, tournée
- 1962 : Les Caprices de Marianne d'Alfred de Musset, mise en scène Jean-Laurent Cochet, théâtre de l'Ambigu
- 1974 : Les Temps difficiles d'Édouard Bourdet, Comédie-Française (soirée d'adieu de Louis Seigner)

## Filmographie
- 1909 : Les Précieuses ridicules de Georges Berr
- 1911 : Le Flirt dangereux de René Leprince
- 1912 : L'Affaire du collier de la reine de Camille de Morlhon : Marie-Antoinette
- 1912 : Les Jacobites (production des Films d'Art)
- 1912 : Tartuffe (production des Films d'Art)
- 1912 : La Coupable (production Pathé)
- 1914 : Le Voleur d'Adrien Caillard
- 1916 : Si vieillesse savait ! de Fernand Rivers
- 1921 : Asmodée à Paris de Pierre Chaudy
- 1923 : Nène de Jacques de Baroncelli
- 1924 : Après l'amour de Maurice Champreux : Nicole Mésaule
- 1932 : La Belle Aventure de Reinhold Schünzel et Roger Le Bon : Mme Sérignan
- 1935 : Joli Monde de René Le Hénaff : Irma
- 1937 : Gribouille de Marc Allégret : Louise Morestan
- 1938 : Remontons les Champs-Élysées de Sacha Guitry : Mme du Hausset
- 1938 : Katia de Maurice Tourneur : Mlle Trépeau
- 1938 : Monsieur Coccinelle de Dominique Bernard-Deschamps : la tante Aurore
- 1939 : Le Père Lebonnard de Jean de Limur
- 1939 : Le Président Haudecœur de Jean Dréville : Angéline Haudecoeur
- 1942 : Une femme disparaît de Jacques Feyder
- 1948 : Le Maître de forges de Fernand Rivers : la marquise de Beaulieu
- 1953 : Le Secret d'Hélène Marimon d'Henri Calef : Mme Ravan
- 1957 : Gigi de Vincente Minnelli (rôle coupé au montage)
- 1961 : Aimez-vous Brahms… (Goodbye Again) d'Anatole Litvak (non créditée)